# James Weddell

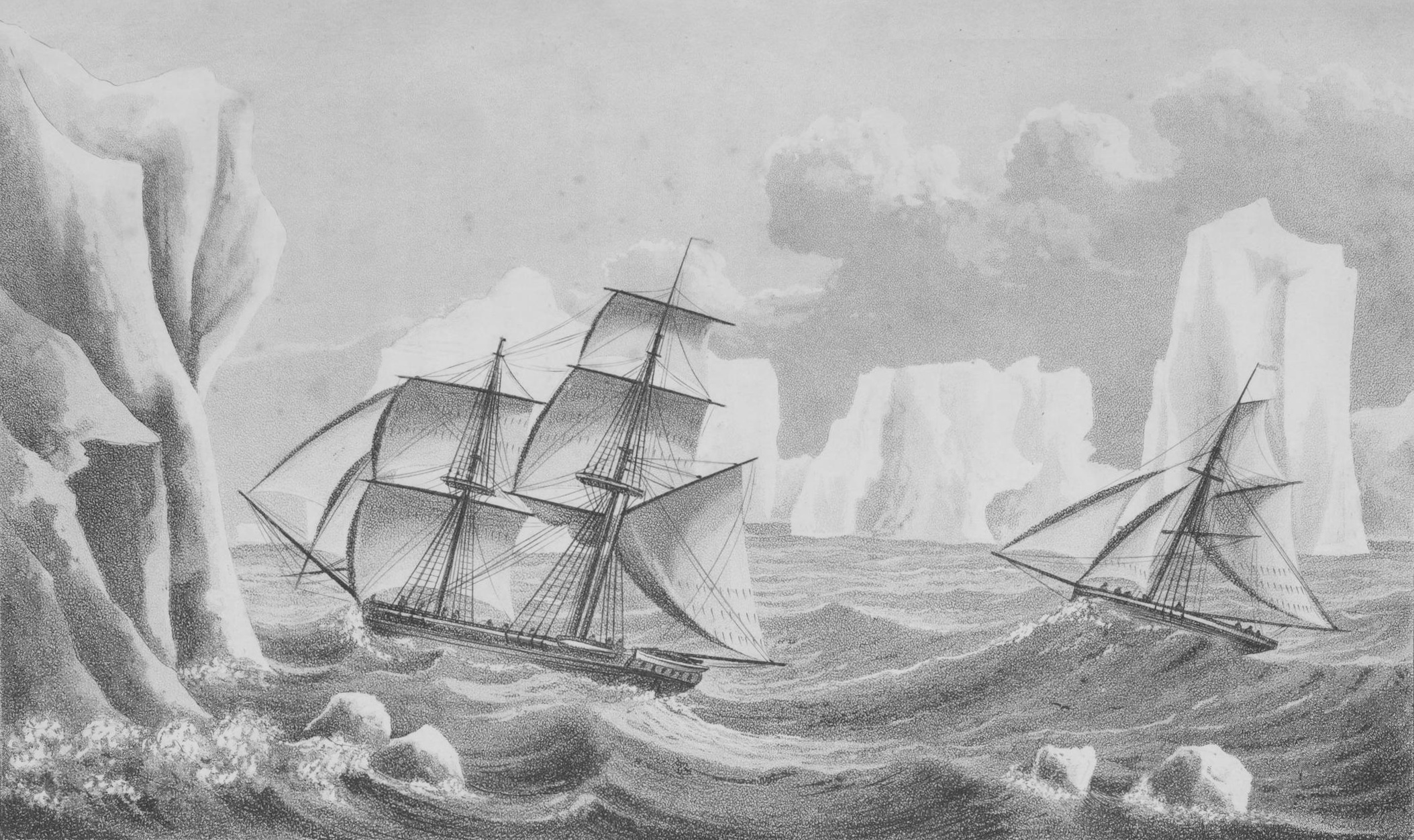
Ilustração da segunda expedição de Weddell.

James Weddell (Oostende, Bélgica, 24 de agosto de 1787 – Londres, 9 de setembro de 1834) foi um navegador e explorador inglês que explorou a Antártida. O Mar de Weddell, na Antártida, tem seu nome em sua homenagem.
Em 1823, James Weddell com o seu navio Jane visitou as ilhas Órcades do Sul, e deu-lhes o seu nome actual, ao ver as suas coordenadas na mesma latitude Sul que as britânicas ilhas Órcades no Atlântico norte, renomeando algumas delas.